# Dwa Trony: Wojna Róż
Dwa Trony: Wojna Róż (Two Thrones: From Joan D´Arc to Richard III) – komputerowa strategiczna gra czasu rzeczywistego osadzona w realiach wojny stuletniej oraz wojny Dwóch Róż, wyprodukowana przez Paradox Interactive i wydana w 2004 roku przez Strategy First.
Gracz może poprowadzić wojska Anglii, Francji i Burgundii bądź jedną z frakcji angielskich (Lancasterowie lub Yorkowie). Zwycięzcą zostaje gracz o największej liczbie punktów zwycięstwa (przydzielanych za między innymi zwycięstwa w bitwach, rozbudowę oraz eliminację innych graczy) w momencie zakończenia gry. Możliwe jest także zwycięstwo poprzez zjednoczenie wszystkich prowincji pod swoim panowaniem. Dwa Trony: Wojna Róż oferuje tryb jednoosobowy oraz wieloosobowy, w którym do 6 graczy walczy o hegemonię.
Dwa Trony zyskały głównie mieszane i negatywne recenzje. Średnia ocen wynosi 53 na 100 według agregatora Metacritic.